# Birger Steen
Birger Lorang Steen (Oslo, 9 aprile 1907 – Oslo, 25 agosto 1949) è stato un calciatore norvegese, di ruolo attaccante.

## Carriera

### Club
Steen giocò con le maglie di Kampørn e Frigg.

### Nazionale
Conta 5 presenze e 2 reti per la Norvegia. Esordì il 10 ottobre 1926, segnando una doppietta nella sfida persa per 3-4 contro la Polonia.